# Sportjugend Hessen
Die Sportjugend Hessen ist der Jugendverband des Landessportbundes Hessen und stellt die Dachorganisation des Jugendsports in Hessen. Mit 830.000 Mitgliedern aus 7.800 Vereinen ist sie der größte Jugendverband in Hessen. Der Verband wurde am 1. Juni 1946 gegründet und ist Träger der Vereins- und Jugendhilfe nach dem Kinder- und Jugendhilfegesetz und Mitglied der Deutschen Sportjugend. Mario Machalett ist Geschäftsführer der Sportjugend Hessen.

## Aufgaben
Ziel der Sportjugend Hessen ist es, die Kinder- und Jugendarbeit im sportlichen Bereich zu fördern. Der Handlungsbereich teilt sich in Jugendverbandsarbeit und Jugendentwicklung im Sport auf. Außerdem wendet sich die Sportjugend Hessen mit einem Freizeitangebot an Kinder und Jugendliche und bietet jungen Erwachsenen seit 2001 das Freiwillige Soziale Jahr im Sport und den Bundesfreiwilligendienst an.

## Organisation und Struktur
Der Vorstand wird durch die einzelnen hessischen Sportkreisjugenden und Verbandsjugenden in der Jugendvollversammlung von den Vertretern der 800.000 Mitglieder im Abstand von drei Jahren gewählt. Der Vorstand erstellt für jede Wahlperiode ein Arbeitsprogramm, das von den hauptamtlichen Mitarbeitern umgesetzt wird.
Die Geschäftsführung stellt das direkte Verbindungsglied zu den hauptamtlichen Mitarbeitern dar. Es werden Ansprechpartner zu verschiedenen Fragen der Jugendarbeit vermittelt. Die Themengebiete sind in Referate aufgeteilt. Sie gliedern sich in die einzelnen Themengebiete von Vereinsberatung bis hin zu Freiwilligendiensten und Integration.

## Projekte und Handlungsfelder

### Bildung
Die Sportjugend bietet Aus- und Fortbildungen im Bereich der Kinder- und Jugendarbeit an. Dabei stehen sowohl ein offen ausgeschriebenes Angebot sowie individuelle Bildungsangebote, die speziell auch regional durchgeführt werden können, zur Verfügung.

### Freiwilligendienste
Die Sportjugend Hessen ist seit 2001 Träger des Freiwilligen Sozialen Jahres im Sport sowie seit 2011 des Bundesfreiwilligendienstes. Beide Dienste bieten Jugendlichen die Möglichkeit eines Bildungs-, Orientierungs- und Entwicklungsjahres in Form von gesellschaftlichem sozialem Engagement.
Eingesetzt werden die jungen Freiwilligen in der pädagogischen Arbeit (FSJ) oder auch in der Verwaltung und Organisation (BFD). Die Einsatzstellen für ein Freiwilliges Soziales Jahr im Sport der Sportjugend Hessen sind Sportvereine, Sportverbände sowie Sportkreise in Hessen.

### Kindergarten/Schule
Um möglichst viele Kinder und Jugendliche in Hessen durch sportliche Aktivitäten zu fördern, setzt sich die Sportjugend für die Zusammenarbeit zwischen Schule/Kindergarten und Sportvereinen ein. Sie bietet unter anderem verkürzte Übungsleiter-Ausbildungen für Erzieher und Lehrer an und vergibt das Qualitätssiegel „Bewegungskindergarten Hessen“.

### Freizeiten
In den Sommer- und Winterferien bietet die Sportjugend Hessen Freizeiten an, die Kinder und Jugendliche direkt über die Sportjugend wahrnehmen können. Interkulturelle Begegnungen stehen dabei im Mittelpunkt.

### Sport und Gesundheit
Die Sportjugend Hessen bietet Vereinen zur Bewegungs- und Gesundheitsförderung Sportsfun-, Kletter-, Soccer-, Mini- und Skatemobil an. Für Schulen gibt es zudem das Angebot eines Sportfun Teamdays.

### Soziales Engagement und Integration
Die Sportjugend Hessen bietet Tagesfortbildungen für Vereine zu Themen wie „Interkulturelle Kompetenz“, die interkulturelle Qualitätsstandards entwickeln, bis hin zu komplexen Programmen wie „Integration durch Sport“, die Vereine bei der Integration von Migranten und benachteiligten jungen Menschen unterstützen, an.
Die Sportjugend Hessen hat ein Förderprogramm „Sport für alle Kinder“ ins Leben gerufen, um Kindern aus armen Familien die Teilnahme am Vereinssport zu ermöglichen.
In Bezug auf das Thema Rechtsextremismus unterstützt die Sportjugend Hessen Vereine und Sportkreise in den Bereichen (Primär-)Prävention, Früherkennung und Intervention/Beratung. Mit Projekten wie „Mobile Interventionsteams gegen Rechtsextremismus im Sport“, „Erlebniswelt Sport – Wir bieten Respekt und Anerkennung!“ (R.AN.!), „Förderung von Vielfalt/gegen Diskriminierung und Rechtsextremismus“ sollen einerseits Aufklärung betrieben, aber auch rechtsextremistische Vorfälle im Sport nachverfolgt und Konflikte nachbereitet werden.

## Einrichtungen
Die Sportjugend Hessen unterhält eine Sport- und Bildungsstätte in Wetzlar sowie ein Sport-, Natur- und Erlebniscamp im Breitenbachtal am Edersee.
Die Sportjugend Hessen hat ebenfalls einen Standort in Frankfurt am Main und in Kassel.